# Touring Car Team Association
A Touring Car Team Association egy túraautó bajnokság melyet TTA (Touring Car Teams Association) csapatok indítottak el a Skandináv Túraautó-Bajnokság ellenszériájaként.

## Bajnokok
| Szezon | Pilóta | Autó | Csapat |
| ------ | ------ | ---- | ------ |
| 2012   | KBJ    | KBJ  | KBJ    |